# جانی ماورو
جانی ماورو (انگلیسی: Johnny Mauro؛ زادهٔ ۲۵ اکتبر ۱۹۱۰ در دنور، کلورادو – درگذشتهٔ ۲۳ ژانویهٔ ۲۰۰۳) رانندهٔ مسابقات اتومبیل‌رانی فرمول یک اهل ایالات متحده آمریکا بود.

## حرفه
خانواده مائورو دارای چندین نمایندگی خودرو بودند که او را به تنها واردکننده فراری در منطقه دنور برای سال‌ها تبدیل کرد. بنابراین او وسایل نقلیه مورد استفاده فراری را در دهه های 1940 و 50 رانندگی می کرد و بنیانگذار "مدرسه رانندگی کامیون ایالات متحده" بود که دخترش هنوز هم آن را اداره می کند. در آغاز سال 2003 در یک سانحه رانندگی کشته شد. او 92 سال داشت.
در طول دوران حرفه ای خود در مسابقات اتومبیلرانی، او 6 بار تلاش کرد تا برای ایندیاناپولیس 500 واجد شرایط شود . او تنها در سال 1948 موفق شد. در اینجا، همراه با لوئیس دورانت، با آلفارومئو به مقام هشتم مسابقه دست یافت.

## نتایج کامل در مسابقات جهانی فرمول یک
(کلید)
| سال   | شرکت‌کننده  | شاسی               | موتور                  | ۱        | ۲        | ۳        | ۴      | ۵        | ۶      | ۷       | ۸       | قهرمانی رانندگان | امتیاز |
| ----- | ---------- | ------------------ | ---------------------- | -------- | -------- | -------- | ------ | -------- | ------ | ------- | ------- | ---------------- | ------ |
| ۱۹۵۰  | جانی ماورو | آلفا رومئو ۸سی-۳۰۸ | آلفا رومئو ۳٫۰ ۸-خطیاس | بریتانیا | موناکو   | ۵۰۰ ع.ص. | سوئیس  | بلژیک    | فرانسه | ایتالیا |         | ر.ن.             | ۰      |
| ۱۹۵۲  | کندی تانک  | فراری ۴۷۵اس        | فراری ۳۷۵ ۴٫۵ وی۱۲     | سوئیس    | ۵۰۰ ع.ص. | بلژیک    | فرانسه | بریتانیا | آلمان  | هلند    | ایتالیا | ر.ن.             | ۰      |
| منبع: |            |                    |                        |          |          |          |        |          |        |         |         |                  |        |